# Propantelină
Propantelina (utilizată sub formă de bromură de propantelină) este un medicament antimuscarinic utilizat pentru a trata transpirația excesivă (hiperhidroză), crampele și spasmele gastro-intenstinale, vezicale și enurezisul. Poate fi utilizată și pentru tratamentul simptomatic al sindromului de colon iritabil și a unor afecțiuni similare. De asemenea, poate fi folosită pentru a trata simptomele gastro-intenstinale severe induse de renunțarea la tratamentul cu antidepresive triciclice.